# Maman, papa est blessé !
Maman, papa est blessé ! est une huile sur toile de 1927 du peintre surréaliste français Yves Tanguy. Elle est conservée au Museum of Modern Art de New York.

## Description
Le titre du tableau vient d’une histoire de cas psychiatrique, que Tanguy a également utilisée pour titrer d’autres œuvres.
De Sketchline :
« L'image est un paysage fantastique, éclairé par une lumière surnaturelle gris-violet. Sur le fond de l'espace désertique, il y a plusieurs objets étranges qui n'ont absolument aucun lien entre eux : un cactus, des haricots, une figure jaune et une sorte de bâton « hirsute ». Un nuage sombre occupant le côté droit de la toile plane de manière menaçante sur le champ. Le titre de l'œuvre non seulement n'explique pas ce qui se passe mais, comme c'est souvent le cas chez les surréalistes, crée un mystère encore plus grand, rendant ainsi le public curieux ».

## Interprétation
Selon Nathalia Brodskaïa, Maman, Papa est blessé ! est l'un des tableaux les plus impressionnants de Tanguy. Brodskaïa écrit que le tableau reflète sa dette envers Giorgio de Chirico – des ombres tombantes et un torse classique – et évoque un sentiment de malheur : l'horizon, le vide de la plaine, la plante solitaire, la fumée, l'impuissance des petits personnages. Tanguy a dit que c'était une image qu'il avait vue entièrement dans son imagination avant de commencer à la peindre.